# Mosaik
Mosaik (pol. Mozaika) – niemieckojęzyczny komiks, publikowany od 1955 roku. Jest to najdłuższa seria komiksowa publikowana w języku niemieckim i jednocześnie najdłuższa w Europie, wydawana do dziś.
Twórcą Mosaika jest niemiecki karykaturzysta i ilustrator Hannes Hegen, a komiks wydawany był oryginalnie w NRD. W latach 1955–1975 główne postacie komiksu znane były jako Dig, Dag i Digedag, a wspólnie nazywane były Digedags. Od roku 1976 główne postacie nazywają się Abrax, Brabax i Califax i są znane jako Abrafaxe. Od czerwca 2008 w ramach serii pojawiły się trzy nowe bohaterki: Anna, Bella, Caramella.
Od 1955 sprzedano ponad 200 milionów zeszytów z przygodami trójki bohaterów. Nakład komiksu znacznie spadł po zjednoczeniu Niemiec – przed tym wydarzeniem osiągał ok. miliona sztuk miesięcznie, w 2007 roku już tylko ok. 80 000 miesięcznie. Komiksy te były dostępne także w okresie PRL w wersji niemieckojęzycznej; po zjednoczeniu Niemiec seria ta nie była już sprowadzana.
W roku 2001 na ekranach kin pojawił się film animowany Abrafax i piraci z Karaibów (niem. Die Abrafaxe – Unter schwarzer Flagge), dostępny także z polskim dubbingiem.

## Historia

### Okres Digedags
Wydawnictwo Verlag Neues Leben z NRD postanowiło wydawać wschodnioniemiecką wersję magazynów komiksowych popularnych w tym okresie na Zachodzie. Podjęto współpracę z Hannesem Hegenem, który zaproponował serię komiksów z Digedags oraz nazwę Mosaik. Pierwszy zeszyt został wydany w grudniu 1955 roku i do lipca 1957 komiks ukazywał się co kwartał, aby ostatecznie przejść w miesięczny cykl wydawniczy, co jest kontynuowane do dziś. W związku z tym cyklem pojawiła się potrzeba zatrudnienia dodatkowych artystów grafików i twórców scenariuszy, którzy znani są pod nazwą Mosaik-Kollektiv. Pomimo tego nadal na stronie tytułowej serii wymieniany jest tylko Hannes Hegen.
Fabuła opowiada o przygodach trzech chłopców o imionach Dig, Dag i Digedag, odbywających się w różnych okresach historycznych, miejscach i fantastycznych sceneriach. Ogółem ukazało się 221 albumów z przygodami Digedags, są one podzielone na 7 serii tematycznych: Orient-Pacyfik (Orient-Südsee-Serie), Rzymianie (Römer-Serie), Kosmiczna (Weltraum-Serie), Wynalazcy (Erfinder-Serie), Rycerz Runkel (Ritter-Runkel-Serie), Ameryka (Amerika-Serie) i Wschód (Orient-Serie).

### Okres Abrafaxe
W 1975 Hegen rozstał się z dotychczasowym wydawcą zabierając ze sobą prawa autorskie do Digedags. Z tego powodu powstały nowe postacie, podobne do poprzednich. Abrafaxe zostali wykreowani przez zespół Mosaik-Kollektiv – za wersję finalną odpowiadają pisarz Lothar Dräger i grafik Lona Rietschel. Po półrocznej przerwie, związanej z kreowaniem nowych postaci i ich przygód, w ciągu której wydawane były jedynie reprinty starych przygód Digedags, w styczniu 1976 roku ukazał się nowy komiks.
Fabuła przygód Abrafaxe nawiązywała do fantastycznych przygód Digedags, ale już w nowej stylistyce. Przygody chłopców wydawane w Mosaik ukazały się także w postaci antologii.

## Wersje językowe

### Wersja anglojęzyczna
Wersja anglojęzyczna pojawiła się na rynku pod tytułem Mosaic, ale jako wydawnictwo z bloku wschodniego napotkało na problemy z dystrybucją w USA. Embargo w okresie zimnej wojny obejmowało także wydawnictwa z NRD i ostatecznie poza USA dostępne było 10 albumów z serii Digedags.
W połowie lat 80. XX wieku ukazały się 42 zeszyty z serii Abrafaxe w języku angielskim wydane w NRD z myślą o rynku indyjskim. W tej serii pojawiły się ulotki informujące o wydaniu w wersji anglojęzycznej i językach arabskich.

### Inne wersje
Poza wersjami w językach niemieckim i angielskim pojawiły się też inne wydania - przeważnie w językach narodowych.
Albania
- MOZAIK (magazyn komiksowy) (1971)

Belgia i Holandia – Mosaik w języku niderlandzkim
- MOSAIC (książka) – Dig en Dag op Stap (1972–1978?)
- MOSAIC (antologia książkowa) – Dig en Dag op Stap (1978)
- MOSAIC-Books (książki)
- Een Stripboek - DIKKERDAKS IN AMERICA
- Een Stripboek - DIKKERDAKS AAN MISSISSIPPI

Chiny
- Mosaik (książki) (2000-...)
- Mosaik (albumy)
- Mosaik (jednostronicowe)

Chorwacja
- MOZAIK (książki)
- 1 -... (2004 -... / dwumiesięcznik)

Czechosłowacja
- Reprinty gazetowe w magazynie pionierów „Pionýr” jako Rytíř Runkl - Ritter Runkel (1968)

Czechy
- Albumy (2003-...)
- Congo - Abrafaxové v Africe
- Small detectives
- historie jednostronicowe
- Mateřídouška (jednostronicowe - od nr 9/2005)

Finlandia
- MOSAIIKKI Mosaik magazyn komiksowy (1962-1967)
- MOSAIC-Books (książki)
- MOSAIIKKI (1980 – 7 książek)

Francja
- Hollywood Pursuit 2 (1998)

Grecja
- Mosaic książki i Mosaik magazyn komiksowy (2001-...)

Hiszpania
- różne albumy z serii Mosaik w języku hiszpańskim i języku katalońskim (2004-...)

Indie
- Mosaic - 1-42 w języku angielskim (1986)

Indonezja
- Abrafaxe - wydawnictwa
- Mosaik Abrafaxe - 1-6 (2001–2002)
- Albumy: Among black flag (2002) The Abrafaxe - Harta karun

Jugosławia
- MOZAIK  - w języku serbsko-chorwackim (1971)

Korea
- MOSAIC książki - 1 -... (2003 -...)

Liban
- Mosaik - w języku arabskim (1984)

Rumunia
- MOZAIC magazyn komiksowy 1-3 (2005−2006)

Rosja
- Mosaika (Моза́ика) – magazyny komiksowe Nr. 1-14 (1993−1994) w języku rosyjskim
- „Neue Zeiten” (wydawnictwo mniejszości niemieckiej w Rosji) – „The journey of Abrafaxe after Goslar” (w języku niemieckim)

Słowenia
- historie jednostronicowe (2003-...)
- Hepko (słoweńska wersja)
- Happy (angielska wersja)

Turcja
- Abrafaxe - wydawnictwa
- BACAXIZLAR 1 -... (2001/ # 1-8,)

Węgry
- MOZAIK magazyn komiksowy (1972–1976 Digedags), Abrafaxe (1976–1991 i 2001-...)
- MOSAIC - książki
- Digedagék  (1987)
- Mozaik books of Abrafaxe and Digedags (2006-...), reprinty poprzednio wydanych jako antologie

Wietnam
- Mosaik magazyn komiksowy - 1-8 (2005-...)